# Ballet Real de Birmingham

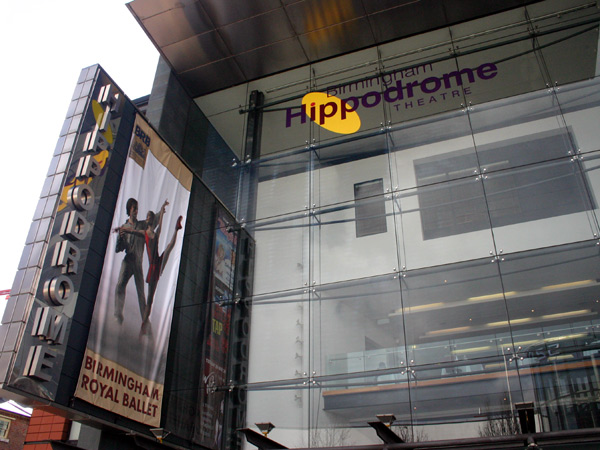
Cartel anunciando al Ballet Real de Birmingham en el Hipódromo.

El Ballet Real de Birmingham (inglés: Birmingham Royal Ballet, BRB) es una de las compañías de ballet más destacadas del Reino Unido, establecida en el teatro del Hipódromo de Birmingham en Birmingham, donde disfruta de instalaciones a la medida de sus necesidades, tales como el Jerwood Centre for the Prevention and Treatment of Dance Injuries y el Patrick Centre, un estudio de teatro.
Estuvo formalmente basado en el Sadler's Wells Theatre, Londres, con otros nombres, y tiene una relación especial con la Royal Opera House.

## Historia
1931
Ninette de Valois funda una compañía en el Sadler's Wells Theatre. Es conocida como el Vic-Wells Ballet ya que actúa tanto en el Sadler's Wells Theatre como en el Old Vic Theatre en Londres.
1940
El Sadler's Wells Theatre es bombardeado durante la Segunda Guerra Mundial y consecuentemente la compañía comienza a ofrecer giras por todo el país. En este momento el nombre de la compañía cambia por Ballet del Sadler's Wells.
1946 
La Compañía es invitada a ser la compañía residente de la Royal Opera House, Covent Garden. De Valois seguidamente decide fundar una segunda compañía llamada Ballet del Sadler's Wells Theatre Ballet en el Sadler's Wells Theatre.
1951 
El ballet del Sadler's Wells Theatre asume una gira de gran éxito por Estados Unidos.
1955 
El ballet del Sadler's Wells Theatre pierde momentáneamente su vínculo con el Sadler's Wells Theatre y establece con su compañía hermana en la Royal Opera House.
1956 
Un Estatuto Real es concedido a ambas Compañías y su Escuela en común. El ballet del Sadler's Wells se convierte en el Ballet Real y el Ballet del Sadler's Wells Theatre se convierte en la Compañía Itinerante del Ballet Real.
1970 
La Compañía Itinerante regresa a radicarse en el Sadler's Wells Theatre, si bien continúa con sus giras por el país.
1977 
La Compañía Itinerante cambia su nombre por Ballet Real del Sadler's Wells, con Peter Wright como Director.
1987 
El Hipódromo de Birmingham y el Concilio de la Ciudad de Birmingham invita al Ballet Real del Sadler's Wells Royal Ballet a reubicarse en Birmingham.
1990 
El Ballet Real del Sadler's Wells se traslada a su nueva localización en Birmingham y cambia su nombre por Ballet Real de Birmingham.
1995 
Peter Wright se retira. David Bintley se convierte en Director Artístico.
1997
El Ballet Real de Birmingham se independiza de la Royal Opera House.